# كلارا مكدونالد ويليامسون
كلارا مكدونالد ويليامسون (بالإنجليزية: Clara Mcdonald Williamson)‏ هي فنانة ورسامة أمريكية، ولدت في 20 نوفمبر 1875 في إيريدل في الولايات المتحدة، وتوفيت في 17 فبراير 1976.